# 加拿大的法西斯主義
加拿大的法西斯主義，由20世紀上半葉加拿大的各種運動和政黨組成。法西斯主義在加拿大很大程度上是一種邊緣意識形態，從未在人民獲得過大量追隨者(因加拿大是移民社會)，在大蕭條期間最為流行。大多數加拿大法西斯領導人在第二次世界大戰爆發時根據加拿大國防條例被拘留，戰後時期，法西斯主義再也沒有恢復其以前的影響力。 
1930年代，加拿大法西斯聯盟成立。它位於曼尼托巴省的溫尼伯，由查克·克拉特領導，以奧斯瓦爾德·莫斯利的英國法西斯聯盟為藍本。大約在同一時間，1934年2月在魁北克，全國社會基督教黨由記者和自稱為“加拿大元首”的阿德里安·阿坎德成立。同年10月，該黨與總部設在草原省的加拿大民族主義黨合併。 1938年6月，它與來自安大略和魁北克的納粹團體（其中許多被稱為萬字符俱樂部）合併，組成民族團結黨。
隨著第二次世界大戰的爆發，根據加拿大國防條例，大多數公開的法西斯組織和政黨都被禁止活動。 